# خوان خوزه بورلی
خوان خوزه بورلی (انگلیسی: Juan José Borrelli؛ زادهٔ ۸ نوامبر ۱۹۷۰) بازیکن فوتبال اهل آرژانتین است.
از باشگاه‌هایی که در آن بازی کرده‌است می‌توان به باشگاه فوتبال ریور پلاته، باشگاه فوتبال اتلتیکو تیگره، باشگاه فوتبال پاناتینایکوس، باشگاه فوتبال رئال اویدو، باشگاه ورزشی سن لورنسو آلماگرو، و باشگاه فوتبال اسپانیول اشاره کرد.
وی همچنین در تیم ملی فوتبال آرژانتین بازی کرده‌است.